# Veliko Mlačevo
Veliko Mlačevo je naselje v Občini Grosuplje. V naselju stojijo ruševine nekdanjega gradu Boštanj (Weissenstein), pod njimi pa podružnična cerkev sv. Martina.